# Sainte-Adresse

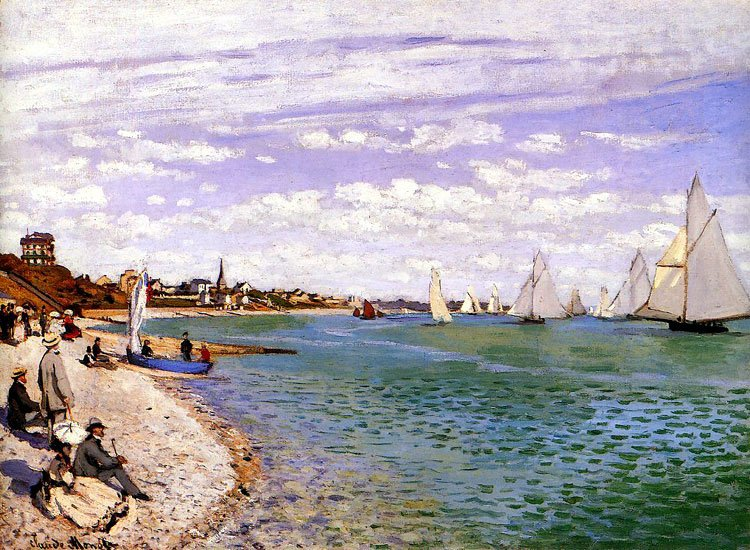
Régates à Sainte-Adresse van Claude Monet

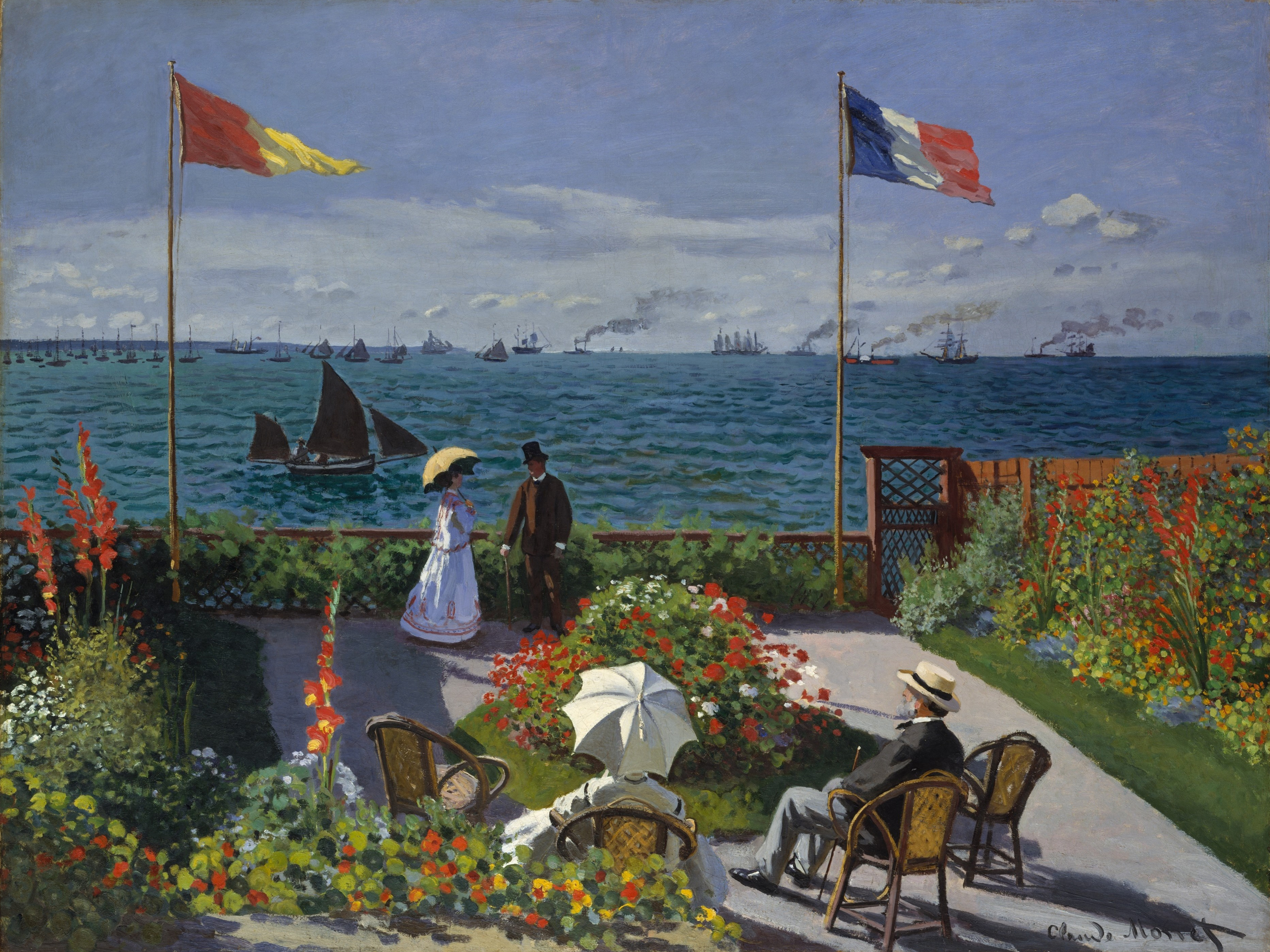
Jardin à Sainte-Adresse van Claude Monet

Sainte-Adresse is een gemeente in het Franse departement Seine-Maritime (regio Normandië) en telt 7883 inwoners (1999). De plaats maakt deel uit van het arrondissement Le Havre.
Hier werkte onder anderen Claude Monet. Actrice Sarah Bernhardt liet hier een nog altijd bestaande villa bouwen. Tijdens de Eerste Wereldoorlog verbleef de Belgische regering in Sainte-Adresse.

## Geografie
De oppervlakte van Sainte-Adresse bedraagt 2,3 km², de bevolkingsdichtheid is 3427,4 inwoners per km².
De onderstaande kaart toont de ligging van Sainte-Adresse met de belangrijkste infrastructuur en aangrenzende gemeenten.

## Demografie
Onderstaande figuur toont het verloop van het inwonertal (bron: INSEE-tellingen).
| Grafiek inwonertal gemeente |

## Geboren in Sainte-Adresse
- Laurent Vicomte (1956-2020), stripauteur
- Philippe Dupuy (1960), stripauteur
- Nathalie Herreman (1966), tennisspeelster